# Prędkość dryfu

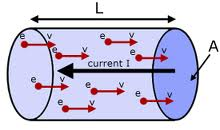
Schemat dryfu elektronów w przewodniku elektrycznym

Prędkość dryfu (prędkość unoszenia) – średnia prędkość jaką ma cząstka (elektron, dziura, jon itp.) w materiale, w którym płynie prąd elektryczny. Używanie tego pojęcia w odniesieniu do cząstek w próżni nie ma sensu, gdyż są one przyspieszane a ich prędkość zależy od różnicy potencjałów, ich masy i miejsca. W przypadku zaś ośrodków materialnych (ciało stałe, ciecz, gaz itp.) ruch przyspieszanej cząstki jest spowalniany przez oddziaływania z siecią krystaliczną (w ciele stałym) lub inne cząstki (w cieczy, gazie). W układzie będącym w stanie równowagi prędkość cząstek podlegają pewnemu rozkładowi. Nawet gdy nie ma możliwości poznania go, można posługiwać się mierzalną wielkością makroskopową: średnią prędkością cząstki, czyli właśnie prędkością dryfu.
Prędkość dryfu elektronów w przewodniku o długości {\displaystyle l,} w którym płynie prąd stały, można określić na podstawie koncentracji elektronów przewodnictwa {\displaystyle n,} pola przekroju poprzecznego {\displaystyle S} i natężenia prądu {\displaystyle I}.
W objętości {\displaystyle V} przewodnika jest {\displaystyle N} elektronów przewodnictwa:
{\displaystyle N=nV=nSl}
Ich sumaryczny ładunek wynosi zatem:
{\displaystyle q=nSle=Ne}
Natężenie prądu w przewodzie jest równe:
{\displaystyle I={\frac {q}{t}}={\frac {lnSe}{t}}}
Prędkość dryfu to:
{\displaystyle v_{d}={\frac {l}{t}}}
Stąd wynika:
{\displaystyle v_{d}={\frac {I}{nSe}}}
Prędkość dryfu można także wyrazić przez gęstość prądu:
{\displaystyle j={\frac {I}{S}}}
{\displaystyle v_{d}={\frac {j}{ne}}}
Elektrony mają ładunek ujemny, więc wektory {\displaystyle {\vec {v_{d}}}} i {\displaystyle {\vec {j}}} mają przeciwne zwroty.
Podstawiając przykładowe dane, odpowiadające silnie obciążonemu przewodowi w instalacji elektrycznej:
{\displaystyle I=10\mathrm {A} ,\ S=1\ \mathrm {mm} ^{2},\ n=8{,}5\cdot 10^{28}\ \mathrm {m} ^{-3}}
Otrzymujemy:
{\displaystyle v_{d}=7{,}352\cdot 10^{-4}\ \mathrm {\frac {m}{s}} }